# فهرست بلندترین ساختمان‌ها در تهران

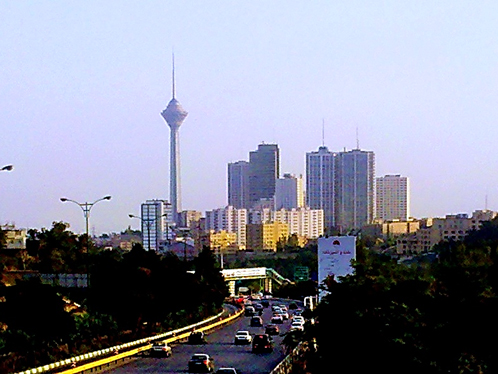
برج میلاد بلندترین برج ایران و ششمین برج بلند مخابراتی جهان است. بلندترین سازه ایران می باشد.

این مقاله بلندترین ساختمان‌ها و آسمان‌خراش‌های شهر تهران را بر پایه ارتفاع آن‌ها رتبه‌بندی می‌کند. منطقه پایتختی کلانشهری تهران بزرگ رتبه اول تراکم جمعیت در ایران را داراست. شایان ذکر است از آنجا که این فهرست تنها به ساختمان‌های مسکونی، اداری و تجاری می‌پردازد، از این رو برج میلاد با بلندای ۴۳۵ متر که نوزدهمین برج بلند جهان می باشد، به دلیل کاربری مخابراتی و گردشگری فهرست نشده است.

## بلندترین ساختمان‌ها
این فهرست، آسمان‌خراش‌های تهران بزرگ را که بر پایه اندازه‌گیری‌های استاندارد، بلندای دست‌کم ۱۰۰ متر (۳۲۸ فوت) دارند، فهرست کرده‌است. این اندازه‌گیری، دربردارندهٔ عناصر معماری به‌کاررفته در برج می‌شود، اما بلندای آنتن را دربرنمی‌گیرد.
|                                  | بلندا متر | شمار طبقه‌ها | تصویر |
| -------------------------------- | --------- | ----------- | ----- |
| هتل فرشته پاسارگاد               | ۲۳۰       | ۵۱          |       |
| برج سامان فراز                   | ۱۸۵       | ۵۰          |       |
| برج بین‌المللی تهران              | ۱۶۲       | ۵۴          |       |
| برج پرچم عباس آباد               | ۱۵۰       |             |       |
| ساختمان مرکزی شرکت مخابرات ایران | ۱۴۹       | ۳۰          |       |
| برج مرجان نداجا                  | ۱۴۵       | ۴۲          |       |
| برج زرافشان                      | ۱۴۳       | ۲۰          |       |
| برج‌های نزاجا                     | ۱۴۰       | ۴۰          |       |
| برج الماس حفاظت                  | ۱۴۰       | ۴۰          |       |
|                                  | ۱۴۰       | ۴۰          |       |
| برج تجاری اداری باران            | ۱۴۰       | ۴۵          |       |
| برج آناهید                       | ۱۳۵       | ۳۶          |       |
| برج سفید                         | ۱۳۴       | ۲۲          |       |
| برج آسمان                        | ۱۳۰       | ۳۷          |       |
| برج زرین هرمزان                  | ۱۳۰       | ۳۴          |       |
| برج افرا                         | ۱۲۸       | ۲۸          |       |
| برج جهان کودک                    | ۱۲۵       | ۳۲          |       |
| ساختمان مرکزی بانک آینده         | ۱۲۵       | ۲۶          |       |
| برج B3 مهستان                    | ۱۲۲       | ۳۰          |       |
| برج‌های شهرک مسکونی چیتگر         | ۱۱۸       | ۳۰          |       |
| برج سپهر                         | ۱۱۵       | ۳۳          |       |
| برج نگار                         | ۱۱۴       | ۳۱          |       |
| برج لکسون                        | ۱۱۳       | ۲۱          |       |
| برج هزاره سوم                    | ۱۱۰       | ۳۶          |       |
| مجتمع تجاری اداری گلستان         | ۱۰۹       | ۲۹          |       |
| برج بانک سامان                   | ۱۰۸       | ۳۵          |       |
| برج پارسا                        | ۱۰۵       | ۲۵          |       |
| برج پارس (بیمه مرکزی)            | ۱۰۵       | ۲۳          |       |
| برج صبا                          | ۱۰۵       | ۲۸          |       |
| مجتمع مسکونی آتی‌ساز              | ۱۰۵       | ۳۱          |       |
| برج‌های تهران                     | ۱۰۴       | ۲۸          |       |
| برج‌های شاه‌گلی فاز دو             | ۱۰۲       | ۲۷          |       |
| برج‌های شاه‌گلی فاز سه             | ۱۰۲       | ۲۷          |       |
| برج نگین رضا                     | ۱۰۲       | ۲۷          |       |
| برج امید                         | ۱۰۲       | ۲۷          |       |
| برج‌های دوقلوی الهیه              | ۱۰۰       | ۲۸          |       |